# The Lightning Field
The Lightning Field est une œuvre de Land art créée en 1977 par Walter De Maria et installée au Nouveau-Mexique, aux États-Unis.

## Caractéristiques
The Lightning Field (littéralement « Le Champ d'éclairs ») est située dans le nord du comté de Catron, au Nouveau-Mexique, à 2 200 m d'altitude, au milieu d'un plateau désert. L'œuvre consiste en 400 poteaux en acier inoxydable de 2 pouces de diamètre (5 cm), plantés selon une grille rectangulaire de 1 mille de long (1,609 km) sur 1 km de large, chaque poteau étant distant du précédent de 220 pieds (67 m). Comme le terrain ondule légèrement, la hauteur des poteaux est variable : le plus court mesure 15 pieds (4,57 m), le plus long 26 pieds 9 pouces (8,15 m) ; l'ensemble des sommets des poteaux forment ainsi un même plan. Chaque poteau se termine par une pointe et est fixé dans un socle en béton de 90 cm de hauteur et 30 cm de diamètre, enterré à 30 cm sous la surface. Les poteaux sont conçus pour résister à des vents atteignant 180 km/h.
Ouverte six mois par an, l'installation ne peut être visitée qu'en réservant pour passer une nuit sur le site. Le trajet consiste en un long chemin depuis un lieu de rencontre prédéfini jusqu'à une cabane en rondins située sur le site. L'œuvre est destinée à être vue seul ou en compagnie d'un petit groupe et la cabane ne peut accueillir que six personnes au maximum. Elle possède deux toilettes, une cuisine et une salle commune. Le camping est interdit.
Bien que le titre et la forme de l'œuvre suggèrent qu'elle est une cible fréquente de la foudre, celle-ci est en réalité assez rare.
On peut considérer cette œuvre dans le domaine de la sculpture, même si les pylônes sont fabriqués industriellement. 
Lightening Fields est également une photographie connue de ce « champ d'éclairs ». L'œuvre photographique existe sur le long terme, tandis que l'œuvre originale de l'artiste n'existe que le temps de l'Orage.
L’ensemble, très maîtrisé, a fait l’objet de nombreuses études sur l'aspect psychologique de l’œuvre, sa signification. 
Pour cette œuvre, Walter de Maria a loué le terrain à un propriétaire. Depuis, le terrain appartient à la Dia Art Foundation, qui s'occupe de l'endroit et l'entretient.

## Historique
The Lightning Field est une commande de la Dia Art Foundation (qui maintient également le site) au plasticien américain Walter De Maria et est créée en 1977. De Maria et ses assistants — Robert Fosdick et Helen Winkler en sont les associés principaux — parcourent la Californie, le Nevada, l'Utah, l'Arizona et le Texas en camion pendant plus de cinq ans avant de choisir le site du Nouveau-Mexique.
La maintenance et le fonctionnement de l'œuvre sont en partie fournis par une dotation établie par Ray A. Graham III et la Lannan Foundation, qui lui accordent une subvention en 1996. La préservation de la prairie entourant l'installation est financée avant cela par conseil d'administration de Dia, le Nouveau-Mexique, l'assistante de De Maria Helen Winkler Fosdick, et la société Gucci,.

## Culture
The Lightning Field est présente en bonne place dans le roman Blinded by the Light de Morgan Hunt, ainsi que dans Là-bas, tout près de Rober Racine. L'œuvre pourrait également avoir influencé l'épilogue du roman Blood Meridian de Cormac McCarthy. Elle est également le sujet de Poles Apart, un article de 2011 du New Yorker écrit par Geoff Dyer.